# Wallace Diestelmeyer
Wallace Diestelmeyer (født 14. juli 1926 i Kitchener i Ontario, død 23. december 1999 i Oakville) var canadisk kunstskøjteløber og deltager i de olympiske vinterlege i 1948 i St. Moritz.
Diestelmeyer vandt her olympisk bronzemedalje i mændenes friløb. Sammen med Suzanne Morrow opnåede han en tredjeplads i parløb efter det belgiske par Micheline Lannoy / Pierre Baugniet og Andrea Kékessy / Ede Király fra Ungarn. Parret er anerkendt som de første, der udførte en dødsspiral.

## OL-medaljer
- 1948  Schweiz St. Moritz –  Bronze i friløb, parløb